# Chris Joannou
Christophoros John "Chris" Joannou (Newcastle, 10 de novembre de 1979) és un músic australià i macedoni, conegut per ser el baix i la guitarra en el famós grup de rock alternatiu Silverchair.

## Biografia
Va néixer a Newcastle (Nova Gal·les del Sud) com els altres dos components de Silverchair. És d'ascendència macedònia i té una germana bessona i una altra més gran.
Degut al suïcidi del seu cosí Nathan Trepezanov als 21 anys, l'any 2006 va promoure la creació d'escoles per persones amb problemes mentals. Com a curiositat, va ser el primer dels tres membres de Silverchair que va tallar-se la llarga cabellera que portaven.

## Carrera
Joannou va conèixer Ben Gillies i a Daniel Johns en coincidir a l'institut de Newcastle, quan tots tres tenien quinze anys. Allà van decidir crear la banda Innocent Criminals, i just abans de llançar el seu primer treball van canviar-lo per Silverchair. El seu company Ben Gillies li va ensenyar a tocar el baix, ja que inicialment no sabia tocar cap instrument. El grup s'ha mantingut intacte durant tota la seva trajectòria, tot i que durant diverses etapes ha estat inactiu perquè els seus components volien descansar o participar en projectes alternatius.
En l'últim descans que es va prendre el grup, Joannou va fer-se càrrec de la producció de dos àlbums del grup The Mess Hall, Feeling Sideways i Notes From A Ceiling, que va aconseguir un premi ARIA.